# قابض (محرك)

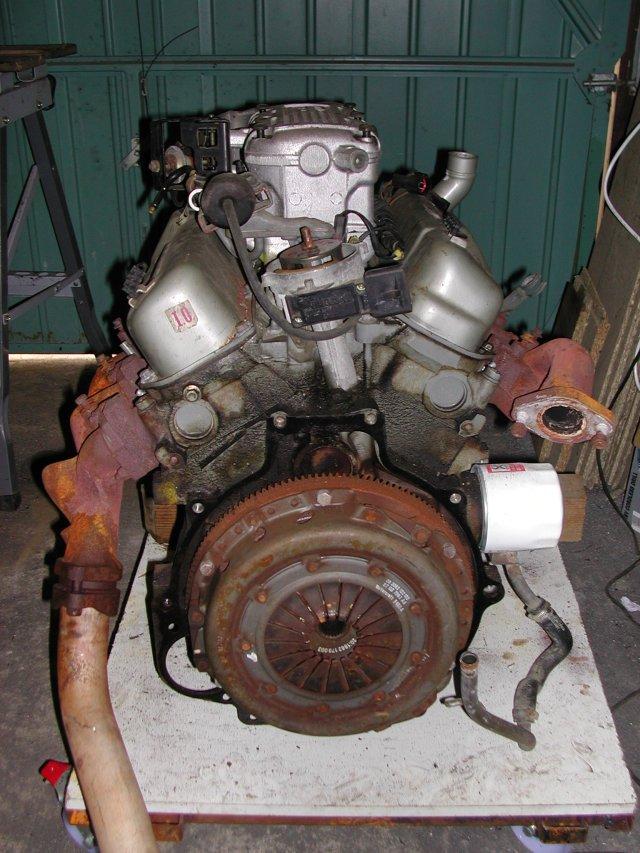
محرك فورد V6، في المقدمة يظهر القابض.

القابض أو المُعشِّق (بالإنجليزية: Clutch)‏ هو صحن ميكانيكي يستخدم لنقل عزم الدوران من المحرك إلى صندوق التروس (علبة السرعة)، وكذلك أحيانا لفصل الاشتباك بين المحرك و صندوق التروس عند تغيير السرعة باليد. وعلى خلاف علبة التسارع فإن علبة القبض تقوم بنقل عزم الدوران الصادر عن المحرك كما هو بنفس السرعة.

## في السيارات
عادة البراثن (علبة القابض) التي تستخدم في السيارات تستخدم مبدأ الاحتكاك لنقل عزم الدوران بحيث يُضغط على البراثن إما عبر أسطوانات هيدرولوكية أو أسطوانة كهربائية صغيرة. من أهم الشروط عند بدء عملية نقل عزم الدوران هي ان تكون سرعة دوران المحرك منخفضة، وعدم تحقيق هذا الشرط قد يؤدي إلى تلف سريع للبراثن نتيجة الحرارة العالية التي سوف تتولد نتيجة للاحتكاك.
وأيضا هناك استعمالات أخرى للبراثن، فهي المسؤولة عن تشغيل أو إيقاف مروحة التبريد وتُستعمل في أجهزة تكييف الهواء في السيارات أيضًا.

## أنظمة القبض في السيارات

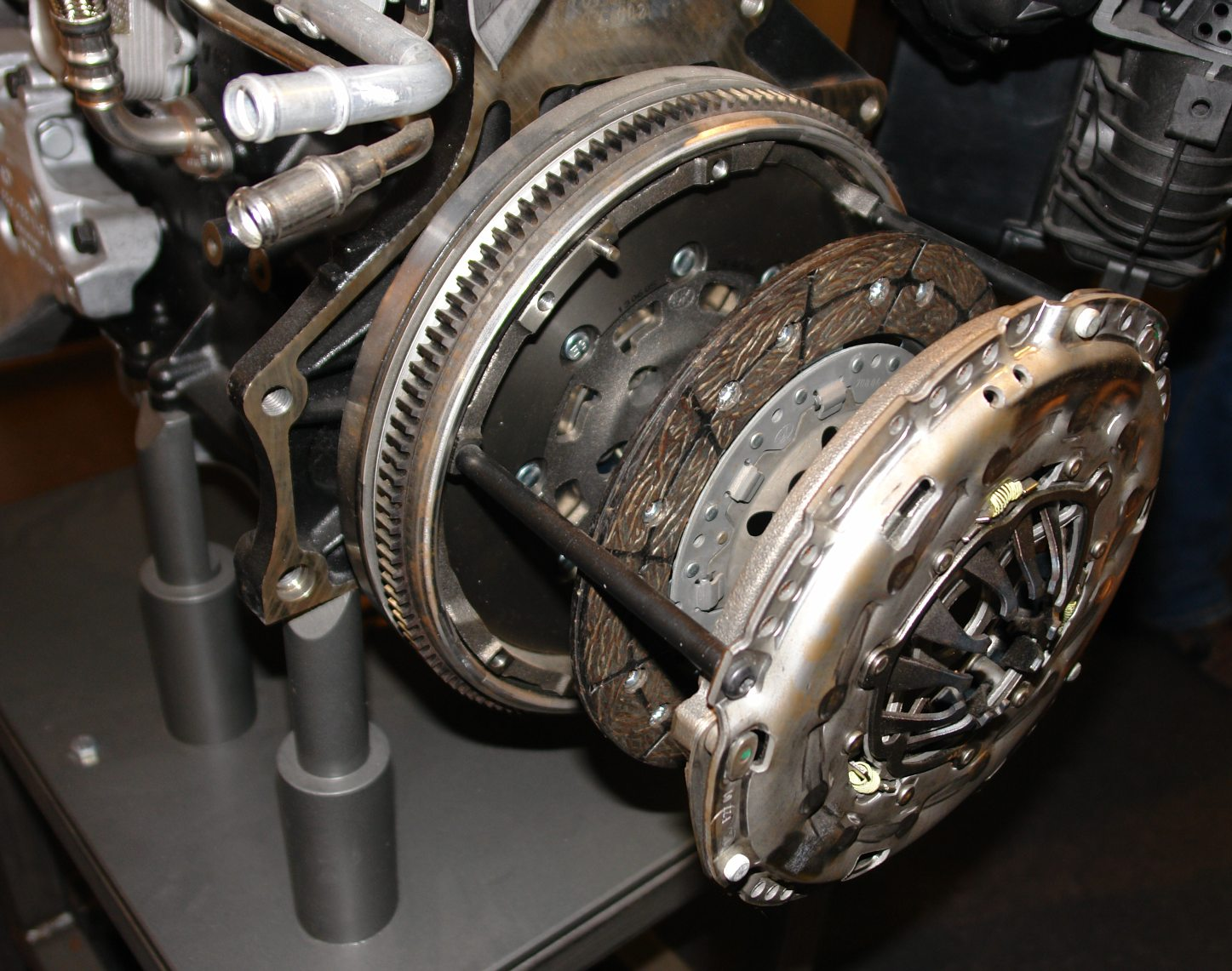
جهاز القبض لسيارة، مفتوح
في الخلف: المحرك و قرص الحذافة (مع ترس مسنن لمفتاح التشغيل)
الوسط: القابض
في الأمام: الغطاء (القرص الضاغط، وقرص النابض الغشائي مختفيا جزء منهما)

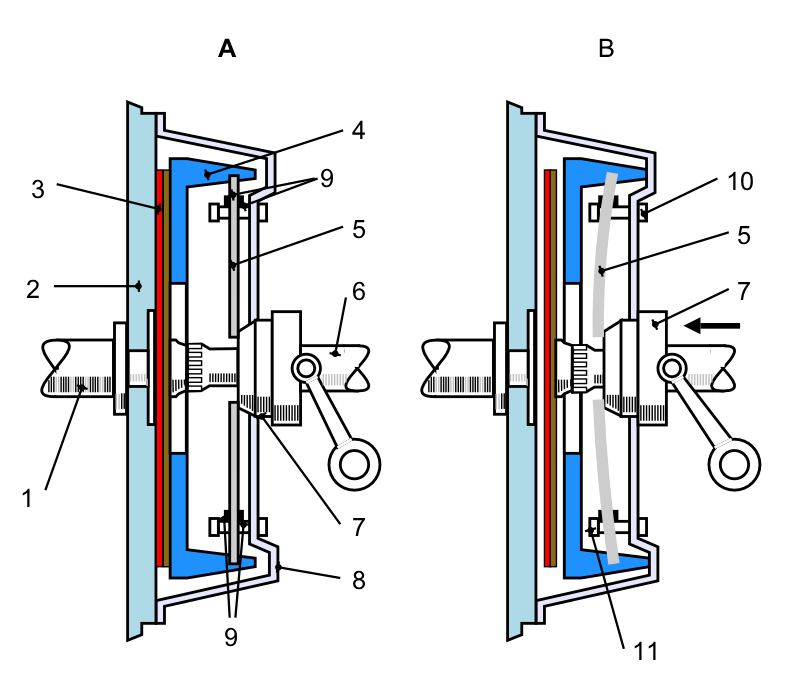
مقطع في جهاز قبض سيارة
A: عند القبض (موصولان)
B: الإنفصال (غير موصولين)
1 العمود المرفقي للمحرك
2 قرص حدافة المحرك
3 القابض
4 قرص ضاغط
5 نابض غشائي
6 محور يدير صندوق التروس
7 حلقة انفصال
8 غطاء
9 قرص ساند
10 مسمار ساند
11 محدد المسافة

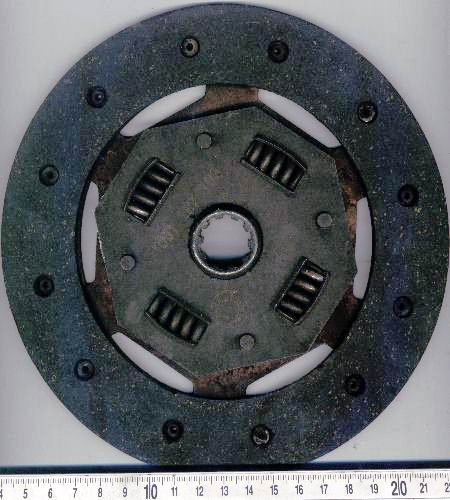
قابض

### قبض انفصالي
يُشغل القبض الانفصالي في السيارة بدواسة القبض، ويشغّل في الدراجة النارية باليد، وهو يوصل بين المحرك و صندوق التروس، وهو منتشر في أنواع كثيرة من السيارات. القبض هو وصل انتقال الحركة بين المحرك وصندوق التروس ؛ وهو يتيح بدء تحرك السيارة وكذلك تغيير السرعات عن طريق صندوق التروس. لهذا يسمى صندوق التروس أيضا «علبة التسارع».
توصيل القوة وبالتالي القبض بالاحتكاك يبدأ في تحريك السيارة من حالة التوقف، على أن يكون المحرك شغالا بعدد لفات في الدقيقة تشكل الحد الأدنى لدورانه.
ولكي تُغيَّر السرعة، أي تغيير مراحل التشغيل عن طريق صندوق التروس، يجب فصل توصيل عزم الدوران لكي يشتبك ترسان مناسبان في صندوق التروس. وعند إعادة توصيل المحرك بصندوق التروس (عند الدوس على بدال القبض) يحدث تداخل وتلامس يستغرق فترة قصيرة في جهاز القبض فيدور قرصي القبض سويٌّا.
في العادة يكون قرص القبض مزود بوسائد احتكاك موزعة دائريا عليه من جهتيه (3) بين قرصين مثبتين على المحور المرفقي للمحرك (1) . أحد القرصين يكون ملحوما مع العمود المرفقي ويشكل قرص الحدافة (2) ، وهو يدور مع القرص الضاغط (4) و مع قرص نابض غشائي (5) فتنضغط بالتالي على قرص الحدافة.
يكون القابض موصولا بمحور صندوق التروس (6) بواسطة تروس ويدور معه.
وبغرض فصل القبض يضغط السائق على دواسة القبض فينضغط النابض الغشائي الذي يضغط بحافته على القابض، فيفصل القبض (حيث يكون النابض الغشائي منضغطا محوريا من وسطه.)
الحلقة المحددة (7) تنضغط بقوة رجل قائد السيارة على دواسة القبض وتضغط على النابض الغشائي فيعوج على كراسي السند (10)/(11)). يبتعد القرض الضاغط عن القابض وقرص الحدافة.

## في الدراجات النارية
تُستخدم صحون القابض في الدراجات النارية وعادة ما تكون على جهة اليسار من القائد. وعند الضغط على المقبض يحدث الفصل بين قابضين، وبذلك تصبح إمكانية نقل السرعات متاحة. وعند عدم الضغط تقوم هذه الصحون بنقل عزم الدوران إلى المحور الذي يدير بعد ذلك العجلات.
عادة ما تكون هذه الصحون مغطسة في زيت المحرك.

قبض بين قرصين قمعيين.